# جریر بن عطیه
ابوحرزه جریر بن عطیه بن خطفی تمیمی از شاعران مسلمان عصر اموی است. وی سالیانی را در یافتن جایگاهی در دربار خلفاء کوشش کرد اما به نتیجه مطلوب نرسید و سرانجام از دربار نامید شد و گوشه گیری را برگزید. اشعار او بیشتر در زمینه هجویات است و پس از آن مدح خلفا اموی بیشترین حجم آثار او را در بر گرفته است.

## زندگانی
ابوحرزه جریر بن عطیه بن خطفی تمیمی از شاعران عصر اموی است. ابوعبیده معمر بن مثنی نام او را حذیفه بن بدر بن سلمه می‌داند. وی در یمانه به دنیا آمده‌است و متعلق به قبیله کلیب بن یربوع است. مادرش را ام قیس بنت معبد بن عمیر گزارش کرده‌اند. تاریخ ولادتش به درستی شناخته شده‌نیست و برخی از معاصرانش او را متولد ۲۸ تا ۳۰ ه.ق گزارش کرده‌اند. او در خانواده‌ای اهل شعر پروش یافته‌است و در همان کودکی نبوغ شعری‌اش کشف شده‌است. نخستین شعری که برایش شهرتی را به ارمغان آورده است، اشعاری است که در جوانی در مذمت بخل پدرش سروده‌است. این اشعار توسط یزید نسبت به پدرش معاویه خواند شد و از همین رو یزید آن اشعار را به خود نسبت داد. از دوران کودکی و نوجوانی او آگاهی بیشتری جز زندگی در بادیه در دست نیست. او در این دوران به هجو شعرای محلی می‌پرداخت و آوازه‌ای چندان نداشت.
جریر بعدها در حکومت یزید بن معاویه سفری به شام داشت و از خلیفه اموی صله دریافت کرد. با این حال او اشعاری را در مدح آنان نسرود. با قیام فرزندان زبیر به سال ۶۳ ه.ق، قبیله جریر به جانب داری از زبیریان برخاست، اما در دیوانش، شعری مبنی بر جانبداری از این قیام به وضوح دیده نمی‌شود. او پس از آنکه قیام مصعب بن زبیر به شکست انجامید، برای کسب شهرت و ثروت راهی عراق شد و نخست به دستگاه بشر بن مروان پیوست. او بعدها به نزد حجاج بن یوسف ثقفی که در آن زمان حاکم بصره بود رفت و در بارگاه او منزلتی یافت. او در دوران خلافت عبدالملک مروان، به همراه فرزند حجاج به دمشق رفت. با به قدرت رسیدن ولید بن عبدالملک به سال ۸۶ ه.ق، او به دربارش پا نهاد و با ستودن خلیفه در قصایدی، قصد پیشرفت در دربار را داشت اما به سبب نفوذ عدی بن رقاع در بارگاه ولید، چنین فرصتی را نیافت و حتی تا پای مجازات نیز کشیده شد. با مرگ حجاج در رمضان ۹۵ ه.ق، وی مجبور شد تا به دنبال ولی نعمت دیگری راهی دمشق، رصافه و مصر بشود. وی پس از آن دیگر توفیقی برای حضور پیروزمندانه در دربارهای خلفا را نداشت و سرانجام از دربار خلفاء مأیوس شد و خانه نشینی را پی گرفت. او حتی پس از به خلافت رسیدن هشام بن عبدالملک به سال ۱۰۵ ه.ق و اعتلای قبایل یمنی، همچنان گوشه گیری از دربار را برگزید و به ارسال مدایح در وصف هشام اکتفا کرد.

## آثار و اشعار
بیشتر اشعار جریر را هجویات او شکل داده‌است. به گزارش دایرة المعارف بزرگ اسلامی، «در روایاتی که بیشتر بوی داستان‌پردازی دارند، آمده است که اخطل در آغاز، شعر جریر را از لحاظ استحکام و زیبایی از شعر فرزدق برتر دانست و به حمایت از او برخاست، اما چون به کوفه درآمد، یکی از بزرگان قبیلۀ بنی مجاشع با هدایایی بسیار نزدش شتافت و از او خواست تا در دفاع از فرزدق به هجو جریر بپردازد» اشعار مدحی جریر پس از هجویات او، بیشترین حجم آثارش را شکل داده‌است. دیوان جریر نخستین‌بار در ۱۳۱۳ ه.ق به کوشش محمود عبدالمنعم شواربی در قاهره به چاپ رسید.